# Márcio Cordeiro
Márcio Cordeiro de Paula, hay Márcio Cordeiro (sinh ngày 7 tháng 1 năm 1993) là một cầu thủ bóng đá người Brasil thi đấu cho Vizela.

## Sự nghiệp câu lạc bộ
Anh ra mắt chuyên nghiệp tại Giải bóng đá hạng nhất quốc gia Bồ Đào Nha cho Trofense ngày 10 tháng 8 năm 2013 trong trận đấu trước Benfica B.